# Альберт Посядала
Альберт Посядала (пол. Albert Posiadała, нар. 25 лютого 2003, Седльці) — польський футболіст, воротар норвезького клубу «Молде». Виступав також за низку польських клубів.

## Ігрова кар'єра
Альберт Посядала народився 2003 року в місті Седльці, та є вихованцем футбольної школи місцевого клубу «Погонь». У 2019 році Посядала розпочав грати в основній команді клубу, в якій грав до 2021 року, взявши участь у 2 матчах чемпіонату. З 2021 до 2022 року воротар виступав у складі клубу «Світ». У 2022 році футболіст перейшов до складу клубу «Радом'як», з якого його відразу віддали в річну оренду до клубу «Вісла» (Пулави). після повернення з оренди Посядала грав у основному складі «Радом'яка» до 2024 року.
З 2024 року польський воротар грає у складі норвезького клубу «Молде».